# ایلونا استالر
ایلونا استالر (به انگلیسی: Ilona Staller)؛ زاده ۲۶ نوامبر ۱۹۵۱ ستارهٔ پورنو متولد مجارستان و با اصل و تبار ایتالیایی است. او را به‌طور گسترده با نام هنری Cicciolina می‌شناسند.
از فیلم‌ها یا مجموعه‌های تلویزیونی که وی در آن‌ها نقش داشته‌است می‌توان به میل یک زن، ساده‌لوح، دختر دبیرستانی، داستان‌های زندگی و جنایت، مهار، آموزگار جایگزین و بالی اشاره نمود.

## اوایل زندگی
ایلونا در بوداپست مجارستان به دنیا آمد. پدرش، لازلو استالر، هنگامی که او جوان بود خانواده را ترک کرد. او توسط مادرش که ماما بود و ناپدری اش که از مقامات وزارت کشور مجارستان بود بزرگ شد.
در سال ۱۹۶۴ به عنوان مدل برای خبرگزاری مجارستان M.T.I شروع به کار کرد. او در خاطرات خود و در یک مصاحبه تلویزیونی در سال ۱۹۹۹، ادعا کرد که اطلاعاتی را در مورد دیپلمات‌های آمریکایی که در یک هتل مجلل بوداپست اقامت داشته‌اند، به مقامات مجارستان ارائه کرده‌است، جایی که او در دهه ۱۹۶۰ به عنوان خدمتکار در آنجا کار می‌کرد. en:Ilona Staller#cite note-belfast-3 در سن ۲۵ سالگی و در طول کار در هتل، با یک ملیت ایتالیایی به نام سالواتوره مارتینی آشنا شد که بعداً در سال ۱۹۶۸ با او ازدواج کرد. en:Ilona Staller#cite note-4

## پورنوگرافی و تجارت نمایشی
استالر با ازدواج و اقامت در ایتالیا، در اوایل دهه ۱۹۷۰ با پورنوگرافی، ریکاردو شیچی آشنا شد و در آغاز سال ۱۹۷۳، با یک نمایش رادیویی به نام Voulez-vous coucher avec moi به شهرت رسید. در رادیو لونا برای آن برنامه نام سیچیولینا را برگزید. او از طرفداران مرد خود و بعداً اعضای مرد پارلمان ایتالیا به عنوان cicciolini یاد کرد که به زبان ساده به عنوان «پسرهای چاق کوچک» ترجمه می‌شود. اگرچه او از سال ۱۹۷۰ در چندین فیلم ظاهر شد، اما با بازی با گلوریا گویدا به عنوان همکلاسی لزبین خود، در سال ۱۹۷۵ با La liceale (همچنین به عنوان The Teasers شناخته می‌شود) با نام خودش شروع به کار کرد.

#### استالر در فیلم L'ingenua محصول ۱۹۷۵
در سال ۱۹۷۸، در برنامه RAI C'era due Volte، سینه‌های او اولین بار بود که به‌طور زنده در تلویزیون ایتالیا ظاهر شد. en:Ilona Staller#cite note-belfast-3 استالر در اولین فیلم پورنوگرافی هاردکور خود، Telefono rosso ("تلفن قرمز") در سال ۱۹۸۳ ظاهر شد. او این فیلم را همراه با شرکت شیچی Diva Futura تهیه کرد. خاطرات او با عنوان Confessioni erotiche di Cicciolina ("اعترافات وابسته به عشق شهوانی Cicciolina") توسط Olympia Press میلان در سال ۱۹۸۷ منتشر شد. در همان سال او در Carne bollente [it] با عنوان ظهور و سقوط امپراتور روم در ایالات متحده ظاهر شد. با بازی جان هلمز. این فیلم بعداً زمانی که فاش شد که آزمایش HIV مثبت هلمز قبل از حضور در آن مثبت شده بود، خشم ایجاد کرد. استالر در چندین کشور در نسخه‌های پلی بوی برهنه ظاهر شده‌است. اولین حضور او در Playboy در مارس ۱۹۸۸ در آرژانتین بود. دیگر حضورهای این مجله در ایالات متحده (سپتامبر ۱۹۹۰)، مجارستان (ژوئن ۲۰۰۵)، صربستان (ژوئیه ۲۰۰۵) و مکزیک (سپتامبر ۲۰۰۵) بود.
در سال ۱۹۸۷، به دعوت یک مجله محلی، او از پارلمان پرتغال بازدید کرد و قبل از اینکه توسط مقامات متوقف شود، به صورت برهنه ژست گرفت. تنها ناتالیا کوریا در حال صحبت با نماینده پارلمان ایتالیا دیده شد.
در سال ۱۹۹۶، او در فیلم Replikator ظاهر شد و در سال ۱۹۹۶، در سریال برزیلی Xica da Silva در نقش پرنسس Ludovica di Castelgandolfo di Genova ایفای نقش کرد. در سال ۲۰۰۸، او یک شرکت کننده در نسخه آرژانتینی Strictly Come Dancing به نام Bailando por un Sueño بود.

## زندگی سیاسی
در سال ۱۹۷۹ استالر توسط «Lista del Sole» به عنوان نامزد پارلمان از طرف حزب سبز ایتالیا نماینده شد. در سال ۱۹۸۵ او یک کمپین آزادی خواهانه در برابر انرژی اتمی و عضویت در ناتو و همچنین در بارهٔ حقوق بشر را انداخت. در سال ۱۹۸۷ او با حدود ۲۰ هزار رأی انتخاب شد. این در حالی بود که به او پیشنهاد سکس با صدام حسین رهبر عراق داده شده بود؛ در ازای باقی ماندن صلح در منطقه و اینکه در سال ۱۹۹۱ دوباره انتخاب بشود.

## کتابشناسی - فهرست کتب
فیلیپوچی، لوسیو؛ جووانی رومانینی؛ اوبالدی (۱۹۸۹). ماجراهای سیچیولینا. فرانسه: Média 1000. رمان گرافیکی دربارهٔ زندگی او (به زبان فرانسوی)
استالر، ایلونا؛ ریکاردو شیچی (۱۹۹۲). سیچیولینا کیسه‌ها شابک ۳-۸۲۲۸-۹۷۶۱-۲. آلبوم بزرگ ایتالیایی، آلمانی، انگلیسی و فرانسوی
باربانو، نیکلاس (1999). Verdens 25 hotteste pornostjerner. دانمارک: Rosinate. شابک ۸۷-۷۳۵۷-۹۶۱-۰. دارای فصلی در مورد Cicciolina (به دانمارکی)